# Psittacella madaraszi
Psittacella madaraszi là một loài chim trong họ Psittacidae.